# جوائز دليل السينما اللبنانية
جوائز الأفلام اللبنانية المعروفة باسم LMAs، هي حفل توزيع جوائز لأفضل الإنجازات السينمائية اللبنانية والدولية في صناعة السينما. يكرم جوائز دليل السينما اللبنانية هذه الأفلام من الناحيتين الفنية والتقنية مع فئات تشمل أفضل فيلم لبناني، أفضل إخراج، أفضل تصوير سينمائي، أفضل تصميم إنتاج، من بين فئات أخرى.
أقيمت النسخة الخامسة من جوائز دليل السينما اللبنانية في 17 أبريل في كازينو لبنان، حيث تنافست 7 أفلام في فئات رئيسية، وجاء فيلم الإهانة للمخرج زياد الدويري باعتباره الفائز الأكبر بحصوله على 4 جوائز بما في ذلك أفضل فيلم. حصل محبس على جائزتين لأفضل موسيقى تصويرية وأفضل تصميم أزياء وحصل ترامونتانا على جائزة أفضل مخرج.

## ترشيح
أعلن عن المرشحين على الهواء مباشرة يوم الاثنين 15 يناير 2018، على قناة إم تي في لبنان، من قبل الرئيس والمؤسس إميليو عيد.
تضمن المرشحون ما مجموعه 7 أفلام، تنافسوا على 10 فئات من بينها أفضل فيلم وأفضل مخرج لبناني وأفضل فرقة ممثلين وأكثر من ذلك. تمت إضافة فئة جديدة هذا العام لتكريم إنجازات مصممي الأزياء تحت عنوان أفضل خزانة ملابس. بالنسبة للإصدار السادس، ستتم إضافة فئات جديدة بما في ذلك أفضل فيلم مستقل قصير وأفضل فيلم وثائقي

## أعضاء لجنة التحكيم
أعضاء لجنة التحكيم للدورة الخامسة هم: إميل شاهين، سام لحود، آن دومينيك توسان، دارين حمزة، فيليب عرقتنجي، حسن مراد، فادي أبي سمرة، نبال عراقجي، ماريو حداد، بيار رباط، زينة دكاش وغيدا مجذوب.
يتم اختيار أعضاء لجنة التحكيم بعناية كل عام، حيث تحرص جوائز دليل السينما اللبنانية على الاحتفاظ بسجل حافل من الشخصيات المرموقة والمحترمة التي تصوت على الأفلام المرشحة. سيحصل كل عضو من أعضاء لجنة التحكيم على بطاقة التصويت الخاصة به وستكون لديه فترة زمنية للإدلاء بأصواته وإعادة صوته. يتم الاحتفاظ بأصوات جميع أعضاء لجنة التحكيم في سرية تامة في جميع الأوقات.
إليكم بعض لجنة التحكيم التي كانت لدينا عبر السنين: ريا أبي راشد، إلياس دومار، ماري هناك معلوف، أمين درة، جاسمينا نجار، محمود حجيج، جورج خباز، وسام بريدي وغيرهم.

## الأماكن
خلال العامين الأولين، قدمت الجوائز في سينما فوكس اللبنانية، قبل أن تنتقل في نهاية المطاف إلى الموقع المرموق في وسط المدينة، في أسواق بيروت السينمائية، التي استضافت حفل توزيع الجوائز للنسختين الثالثة والرابعة.
انتقلت الجوائز إلى كازينو لبنان في جونيه الذي يستضيف حاليًا جوائز الدورات المستقبلية.

## فئات

### الفئات الحالية
- أفضل فيلم لبناني
- أفضل مخرج لبناني - فيلم سينمائي
- أفضل كتابة في فيلم لبناني
- أفضل مونتاج في فيلم سينمائي لبناني
- أفضل موسيقى تصويرية في فيلم لبناني
- أفضل تصميم صوت في فيلم لبناني
- أفضل تصوير سينمائي في فيلم لبناني
- أفضل فريق تمثيل في فيلم لبناني
- أفضل تصميم إنتاج في فيلم لبناني
- أفضل خزانة ملابس في فيلم لبناني
- أفضل فيلم وثائقي طويل
- أفضل فيلم قصير مستقل

### جائزة الإنجاز السينمائي
تُمنح جائزة الإنجاز السينمائي لمتلقي خاص عمل ودفع حدود صناعة السينما اللبنانية وقدم مساهمة ملحوظة في الاعتراف الدولي بها. الفائز الأول كان جورج خباز، الذي عمل في أفلام مثل "غادي" و "الفراغ" و "تحت القنابل". سيتم الإعلان عن اسم المستلم قبل أيام قليلة من الاحتفال.

## أمور تافهة
- في النسخة الخامسة من جوائز الفيلم اللبناني، تحقق فوز مشترك لأفضل خزانة ملابس عن فيلم الإهانة والمحبس، حيث حصل كل من لارا ماي خميس وبياتريس حرب.

## الفائزون
| الفائزون                         | 2014                                         | 2015                    | 2016                          | 2017                               | 2018    |
| -------------------------------- | -------------------------------------------- | ----------------------- | ----------------------------- | ---------------------------------- | ------- |
| أفضل فيلم لبناني للعام           | غدي                                          | مستقر غير مستقر         | الوادي                        | يستمع                              | الإهانة |
| أفضل مخرج لبناني في فيلم سينمائي | فيليب عرقتنجي - التراث                       | هادي زقاق - كمال جنبلاط | دانييل عربيد - باريزيان       | فاتشي بولغورجيان - ترامونتان       |         |
| أفضل مونتاج فيلم لبناني          | التراث                                       | كمال جنبلاط             | المكسرات                      | المسافر                            |         |
| أفضل كتابة فيلم لبناني           | جورج خباز - باطل                             | غسان سلهب - الوادي      | أسعد فولادكار - حب حلال       | جويل توما - زياد الدويري - الإهانة |         |
| أفضل موسيقى تصويرية لبنانية      | خالد موزنار - مذكرات شهرزاد                  | إميل عود - كمال جنبلاط  | ساندرا أرسلانيان - استمع      | زياد بطرس - محبس                   |         |
| أفضل تصميم صوتي لبناني           | فلوران لافالي - الوادي                       | رنا عيد - استمع         | بياتريس ويك - اذهب للمنزل     |                                    |         |
| أفضل تصميم إنتاج لبناني          | مكسرات - مايا الخوري                         | الإهانة - حسين بيضون    |                               |                                    |         |
| أفضل خزانة ملابس لبنانية         | الإهانة - لارا ماي خميس - محبس - بياتريس حرب |                         |                               |                                    |         |
| أفضل فرقة في فيلم لبناني         | فارغ                                         | أعزب متزوج مطلق         | يلاّ بلكن شبيب                 | الإهانة                            |         |
| أفضل تصوير سينمائي لبناني        | باسم فياض - الوادي                           | كريستوفر عون - اسمع     | موريل أبو العروس - 104 تجاعيد |                                    |         |
| أفضل سينما لبنانية               | سينما فوكس                                   | سينما فوكس              | سينما أسواق بيروت             | سينما أسواق بيروت                  |         |